# Krynica (powiat de Mońki)
Krynica est un village polonais de la gmina de Trzcianne dans le powiat de Mońki et dans la voïvodie de Podlachie. Il se situe à environ 4 kilomètres à l'ouest de Trzcianne, à 14 kilomètres au sud-ouest de Mońki et à 39 kilomètres au nord-ouest de Białystok. 